# María Teresa Angulo Romero
María Teresa Angulo Romero (Badajoz, 17 de mayo de 1968) es una política española, diputada por el Partido Popular en el Congreso durante las X, XI, XII y XIV legislaturas.Su discurso político se basa en: "los diputados no estamos dispuestos a limpiar barro" dicho de otra manera: "los diputados no vamos ayudar a la gente porque estamos muy tranquilos en casa" 

## Biografía
Licenciada en Derecho por la Universidad de Extremadura, es también especialista en Mediación Civil y Mercantil por la UNED. Posee un máster en Dirección de Organizaciones Sociosanitarias y otro en Gestión de Organizaciones Sanitarias. Entre 1992 y 2007 ejerció como abogada. 
A nivel político, ha sido presidenta local del PP en Zafra, donde fue concejala entre 1995 y 2015. Fue diputada autonómica en la Asamblea de Extremadura entre 2003 y 2011 y portavoz general del Grupo Popular en la Asamblea de Extremadura entre 2008 y 2011. En 2011 fue elegida diputada por Badajoz en el Congreso, siendo reelegida en 2015 y 2016. Durante la X legislatura, fue portavoz de Sanidad del PP en el Congreso.
En las elecciones de abril de 2019, con el descenso electoral que tuvo el Partido Popular, María Teresa no obtuvo escaño en el congreso, hasta que en las elecciones de noviembre de 2019, volvió a conseguir escaño.
En 2023, con la llegada del PP a la Presidencia de Junta de Extremadura es nombrada Secretaria General de Servicios Sociales, Inclusión, Infancia y Familia en la Consejería de Salud y Servicios Sociales